# Ali Asllani
Ali Asllani (ur. 28 listopada 1882 we wsi Vajzë k. Wlory, zm. 20 grudnia 1966 w Tiranie) – albański działacz narodowy, dyplomata i poeta.

## Życiorys
Syn muftiego Asllana Effendiego. Wcześnie osierocony, w 1888 ukończył szkołę Zosimaia w Janinie i wyjechał do Stambułu. Tam studiował początkowo medycynę, ale szybko przeniósł się na studia z zakresu administracji. Po studiach odbywał staż w prefekturze w Janinie. W 1908 po rewolucji młodotureckiej, związał się z klubem Bashkimi (Zjednoczenie), skupiającym albańskich działaczy narodowych. Za współpracę z Ismailem Qemalem był przez krótki czas internowany w Syrii. W 1909 udało mu się opuścić miejsce internowania i wziąć udział w kongresie albańskich działaczy narodowych w Dibrze.
Zmiana sytuacji politycznej w Turcji w 1910, spowodowała, że mógł wrócić do Stambułu i ponownie pracować w osmańskiej administracji. Tym razem władze osmańskie skierowały go daleko od ziem albańskich. Pracował jako podprefekt w Askeqi, Ellgenie i w Boskërze (wilajet Konya).
28 listopada 1912 po ogłoszeniu Deklaracji Niepodległości we Wlorze, kierujący rządem albańskim Ismail Qemal powierzył mu stanowisko sekretarza generalnego gabinetu. Po dymisji rządu w 1913 objął stanowisko podprefekta w Fierze. W 1914 wyjechał na krótko do Włoch, ale rok później powrócił do kraju by nadal pracować w administracji lokalnej. Koniec I wojny światowej zastał go na stanowisku burmistrza Wlory.
W latach 1921–1922 powrócił na stanowisko sekretarza rządu albańskiego. Od roku 1922 pracował w służbie dyplomatycznej, początkowo jako konsul w Trieście, Sofii, a od 1930 był ministrem pełnomocnym Albanii w Atenach.
W latach 1934–1939 ponownie piastował stanowisko burmistrza Wlory, które sprawował do inwazji włoskiej w 1939. W czasie wojny wycofał się z polityki i osiadł w rodzinnej wsi.
Od czasów szkolnych pisał wiersze, ale dopiero w 1942 zostały po raz pierwszy wydane drukiem. W 1944 należał do grona organizatorów Ligi Pisarzy Albanii. W ostatnich latach życia doczekał się publikacji kilku tomów swoich utworów, ale w tym czasie nie miał stałego źródła dochodów i żył w nędzy.

## Dzieła literackie
- 1942: Hanko-Halla (poemat)
- 1960: Vidi - vidi pëllumbeshë
- 1961: Shqipëria kryesorja (Albania jest najważniejsza)
- 1964: Vajzat dhe dallëndyshet (Dziewczęta i jaskółki)
- 1966: Kur merr zjarr rrufeja (Kiedy ogień ogarnia dach)
- 1996: Poezi të zgjedhura (Poezje zebrane)